# Giovanni Battista Angelo Agostino Lolli
Giovanni Battista Angelo Agostino Lolli (Bologna, circa 1622 – Parigi, 1702) è stato un attore teatrale italiano.

## Biografia
Gran parte della sua carriera artistica Lolli la effettuò a Parigi, dove arrivò nel 1653, esordendo al teatro del Petit-Bourbon (1653-1680), nella compagnia di Domenico Locatelli, composta anche da Giuseppe Bianchi, Tiberio Fiorilli (Scaramuccia), Luisa (Lucilla) e Giulia Gabrielli (Diana), Brigida Bianchi (Aurelia) e Margherita Bertolazzi.
Nelle Ancienne troupe della Comédie-Italienne, Lolli interpretò con successo durevole, al Palais-Royal, il dottor Baloardo o Grazian Baloardo, cioè la maschera del Dottore, sostituito alla fine della carriera dapprima dall'attore Marc'Antonio Romagnesi e poi da Iorsque Cinthio.
Molto apprezzato dal pubblico parigino, che lo conosceva col nome di Lange o di L'Ange, Lolli strinse amicizia con Molière; nel 1670 Lolli scrisse e fece rappresentare una sua commedia dal canovaccio per Dominique Biancolelli, intitolata Le gentilhomme campagnard ou les débauches d'Arlequin.
Nella Commedia dell'arte, cui appartenne assieme al famoso arlecchino Biancolelli, Lolli si mise in evidenza anche per la cultura e per gli atteggiamenti e i comportamenti impeccabili.
Sua moglie Patrizia Adami (Roma, 1635 - Parigi, 1693), anche lei attrice, fu una celebre servetta (Diamantina).